# Paul Volcker
Paul Adolph Volcker Jr., född 5 september 1927 i Cape May i New Jersey, död 8 december 2019 i New York i New York, var en amerikansk nationalekonom och statstjänsteman.
Han var ordförande (centralbankschef) för USA:s centralbankssystem Federal Reserve System mellan den 6 augusti 1979 och den 11 augusti 1987.

## Biografi
Volcker avlade en kandidatexamen vid Princeton University och en master i nationalekonomi vid Harvard University samt studerade ett år vid London School of Economics. Han inledde sin yrkeskarriär med att börja arbeta 1952 för den regionala centralbanken Federal Reserve Bank of New York som nationalekonom, fem år senare fick han en anställning hos bankkoncernen Chase Manhattan Bank. År 1962 blev han chef för USA:s finansdepartements avdelning Office of Financial Analysis, bara ett år senare blev han undersekreterare för monetära frågor vid det nämnda departementet. År 1965 återvände Volcker till Chase och blev vicepresident. Fyra år senare gick han tillbaka till sin gamla tjänst hos finansdepartementet. År 1974 lämnade han igen finansdepartementet och blev gästprofessor vid Princeton University fram tills 1975 när Federal Reserve Bank of New York utsåg honom till deras ordförande och president. År 1979 meddelade USA:s 39:e president Jimmy Carter (D) att Volcker skulle efterträda G. William Miller som ordförande för Federal Reserve System. Han var ordförande under två mandatperioder och lämnade positionen 1987. Efteråt var han bland annat styrelseordförande och delägare i ett finansbolag tillhörande Sir James Wolfensohn, framtida president för World Bank Group; ordförande för International Accounting Standards Board (IASB) och dess föregångare International Accounting Standards Council (IASC) samt delaktig i det ekonomiska rådet President's Economic Recovery Advisory Board grundad av USA:s 44:e president Barack Obama (D). Volcker var instrumental i den del av lagen Dodd-Frank Wall Street Reform and Consumer Protection Act som förbjuder amerikanska banker att bland annat göra vissa spekulativa investeringar som inte har några reella fördelar för deras kunder, det fick namnet "Volcker Rule".